# Turbijówka
Turbijówka (ukr. Трубіївка) – wieś w rejonie różyńskim obwodu żytomierskiego.
Od 1794 wieś była własnością Adama Potockiego, od 1825 Piotra Potockiego.

## Dwór
- murowany dwór, z pergolą i czterema kolumnami jońskimi podtrzymującymi  trójkątny fronton[2]